# Lucia Heilman
Lucia Heilman (geboren am 25. Juli 1929 in Wien als Lucia Treister) ist eine österreichische Ärztin und Überlebende des NS-Regimes.

## Leben
Geboren als Kind jüdischer Eltern, war Lucia Heilman nicht einmal neun Jahre alt, als Hitler in Wien einmarschierte: „Ich […] bin, soweit ich mich erinnere, allein zum Heldenplatz gelaufen, weil es geheißen hat, dort ist eine Veranstaltung. […] Und ich bin dort gestanden und hörte das Schreien, das Grölen und die Rufe: Heil, Heil, Heil … Ich wußte, ich gehöre nicht dazu. […] Ich empfand dieses Gejohle und die Stimmung als bedrohlich, als ungeheuer bedrohlich.“
Ihr Vater, ein Beleuchtungsingenieur, befand sich damals in Persien. Er wollte seine Familie zu sich holen; Lucias Mutter, die Chemikerin Regina Steinig, geb. Treister, hatte zwar die Ausreisepapiere, aber nicht genügend Geld für die Schiffskarte. Lucias Vater wurde zu Kriegsbeginn als Enemy Alien (feindlicher Ausländer) interniert und schließlich nach Australien deportiert. Lucia und ihre Mutter blieben in Wien; Lucia musste ihre Volksschulklasse verlassen und durfte nicht mehr im Schlickpark spielen: „Ich erinnere mich, wir sind von der Schule in den Park gelaufen, und auf allen Bänken stand: ‚Nur für Arier‘. Die Mühe, die sie sich gegeben haben, auf jede Bank das aufzuschreiben: ‚Nur für Arier‘.“
Ihr Großvater wurde vor ihren Augen festgenommen und deportiert, er starb am 23. Oktober 1939 im KZ Buchenwald. Ihre Freundin Erna Dankner wurde gemeinsam mit ihren Eltern ins KZ Theresienstadt verschleppt und am 17. August 1942, im Alter von 16 Jahren, im KZ Auschwitz ermordet. Die elterliche Wohnung in der Berggasse 26 wurde von den nationalsozialistischen Behörden 1939 beschlagnahmt und einem „arischen“ Ehepaar übergeben; Mutter und Tochter hatten vierzehn Tage Zeit auszuziehen. Sie kamen in eine kleine Sammelwohnung, wenige Häuser weiter, und sollten deportiert werden. Doch Reinhold Duschka, ein Freund ihres Vaters, gewährte beiden Zuflucht in seiner Werkstätte im Kaiser-Franz-Josef-I.-Jubiläumsfonds für Werkstättengebäude und Volkswohnungen (Mollardgasse 85a in Mariahilf).
Er beschaffte für die beiden auf dem Schwarzmarkt Nahrung und Kleidung und Lehrbücher für Lucia. Er wusste, dass er sich damit in Todesgefahr brachte. Im Laufe der Zeit lernten Regina und Lucia, wie man Metalle für die Arbeit Duschkas bearbeitet, und halfen ihm bei der Produktion seiner kunsthandwerklichen Objekte. 

„Im März 1944 begannen die Luftangriffe. Ich habe Freude empfunden. Fast täglich gegen 11 Uhr wurde eine Vorwarnung ausgegeben […] Die Menschen konnten sich vorbereiten auf den Angriff, und wer konnte, ist in seinen Luftschutzkeller gegangen. Wir haben uns nicht in den Keller getraut, wenn wir hinunter gelaufen wären, hätte man uns nach einem Ausweis gefragt und woher wir kommen. Eines Tages im November war an einem Sonntag Fliegeralarm. Meine Mutter sagte: Heute gehen wir, heute wird niemand im Keller sein, denn die Leute vom Werkstättenhof arbeiten ja nicht, und wenn man uns fragt, werden wir uns irgendwie herausreden. […] Bevor wir im Keller waren, fiel wieder eine Bombe, und wir waren vollständig mit Staub bedeckt. […] Wir sahen, dass kein Dach mehr existierte und aus dem 4. Stock loderten Flammen. Die Werkstatt, unser Versteck war verbrannt.“

 Duschka lässt Mutter und Tochter nicht im Stich, bringt sie in seinem neuen Atelier unter. Dieses ist allerdings ebenerdig, mit einem Schaufenster zur Straße. Die beiden müssen ein halbes Jahr in einem Kellerabteil verbringen, in absoluter Dunkelheit – hinter einer schweren, feuchten Holztür. Über diese Zeit spricht Lucia Heilmann nicht.
Im April 1945, während der Schlacht um Wien, wurden Regina und Lucia von sowjetischen Soldaten befreit. Lucia studierte Medizin, arbeitete als Ärztin, heiratete und bekam zwei Töchter. Ihren Vater sah sie nur mehr einmal in Australien. Viele Jahre konnte sie über ihre Kindheit nicht sprechen. Erst im 1993 veröffentlichten Filmprojekt „Wer ein Leben rettet, rettet die ganze Welt“ der israelischen Fotografin Alisa Douer hat sie über ihr Überleben gesprochen. Reinhold Duschka weigerte sich lange, sich als Gerechter unter den Völkern auszeichnen zu lassen, er fürchtet Anfeindungen. 1991 stimmte er zu. Die Republik Österreich hat ihn für seine Heldentat nie ausgezeichnet.
In der Spielzeit 2013/2014 wirkte Lucia Heilman bei der Zeitzeugenproduktion Die letzten Zeugen am Wiener Burgtheater mit. Die Produktion bezog sich auf die Novemberpogrome 1938, wurde von Publikum und Presse hoch geschätzt und zum Berliner Theatertreffen und ans Staatsschauspiel Dresden eingeladen.
Heilman wurde am 15. Januar 2024 mit dem Goldenen Verdienstzeichen des Landes Wien geehrt.

## Nachweise
1. ↑  Textbuch Die letzten Zeugen, Burgtheater Wien 2013, 9
2. ↑  Textbuch Die letzten Zeugen, Burgtheater Wien 2013, 10
3. ↑  Gedenktafel für Reinhold Duschka (Seite nicht mehr abrufbar, festgestellt im April 2019. Suche in Webarchiven)  Info: Der Link wurde automatisch als defekt markiert. Bitte prüfe den Link gemäß Anleitung und entferne dann diesen Hinweis., Stadt Wien, abgerufen am 30. August 2013
4. ↑  Eröffnung Gedenktafel Reinhold Duschka (Memento des Originals vom 20. März 2014 im Internet Archive)  Info: Der Archivlink wurde automatisch eingesetzt und noch nicht geprüft. Bitte prüfe Original- und Archivlink gemäß Anleitung und entferne dann diesen Hinweis., Die Grünen Wien 6, 8. April 2013, abgerufen am 30. August 2013
5. ↑  Textbuch Die letzten Zeugen, Burgtheater Wien 2013, 48f
6. ↑  Programmbuch Die letzten Zeugen, Burgtheater Wien 2013, S. 7.
7. 1 2  Ehrung für NS-Zeitzeugin Lucia Heilman. ORF, 15. Januar 2024, abgerufen am 16. Januar 2024.

| Personendaten    | Personendaten                                         |
| ---------------- | ----------------------------------------------------- |
| NAME             | Heilman, Lucia                                        |
| ALTERNATIVNAMEN  | Kraus, Lucia (Geburtsname)                            |
| KURZBESCHREIBUNG | österreichische Überlebende des NS-Regimes und Ärztin |
| GEBURTSDATUM     | 25. Juli 1929                                         |
| GEBURTSORT       | Wien                                                  |